# Sittin' In
Sittin' In è il primo album in studio del duo musicale statunitense Loggins and Messina, pubblicato nel 1971.

## Tracce
Side 1
1. Nobody But You – 3:00 (Jim Messina)
2. Danny's Song – 4:16 (Kenny Loggins)
3. Vahevala – 4:47 (Dann Lottermoser, Dan Loggins)
4. Trilogy: Lovin' Me/To Make a Woman Feel Wanted/Peace of Mind – 11:13 (Messina, Murray MacLeod, Loggins)

Side 2
1. Back to Georgia – 3:19 (Loggins)
2. House at Pooh Corner – 4:25 (Loggins)
3. Listen to a Country Song – 2:49 (Messina, Al Garth)
4. Same Old Wine – 8:17 (Messina)
5. Rock 'n' Roll Mood – 3:04 (Loggins, Michael Omartian)

## Formazione
- Kenny Loggins – voce, chitarra, armonica
- Jim Messina – voce, chitarra
- Jon Clarke – oboe, steel drum, flauto, sassofono
- Lester "Al" Garth – violino, recorder, sassofono, viola, steel drum, cori
- Larry Sims – basso, cori
- Merel Bregante – batteria, cori
- Michael Omartian – concertina, tastiera, steel drum
- Milt Holland – percussioni